# Dicranurus
Dicranurus – rodzaj stawonogów z wymarłej gromady trylobitów, z rzędu Lichida. Żył w okresie syluru i dewonu.

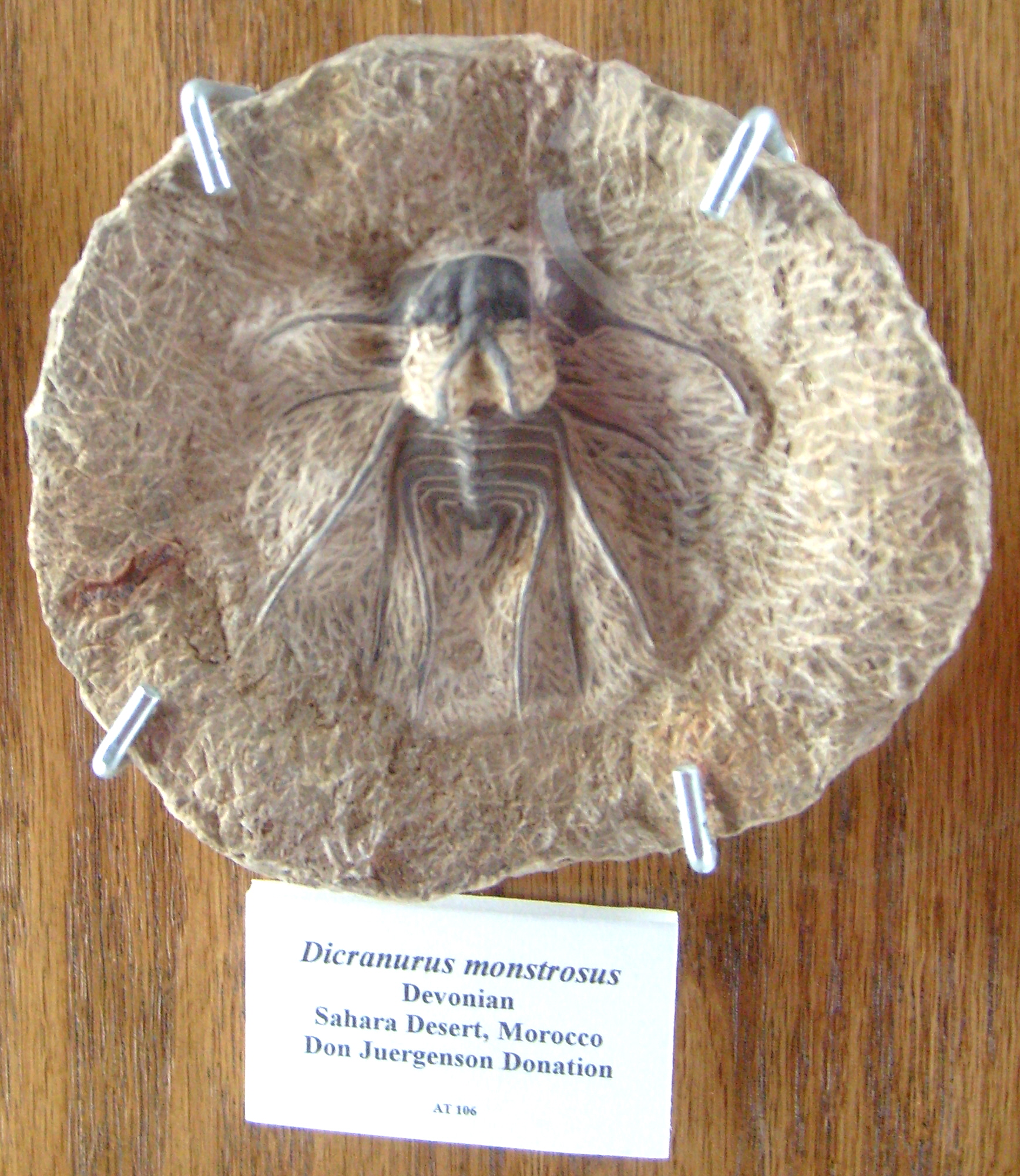
Skamieniałość Dicranurus monstrosus (Sierra College's Natural History Museum, Rocklin, Kalifornia)